# François du Bus
François Louis Joseph du Bus (Tournai, 22 janvier 1791 - 16 janvier 1873) est un membre du Congrès national de Belgique.

## Formation
Il était licencié en droit à l'École de droit de Bruxelles.

## Carrière
Il s'établit comme avocat à Bruxelles. Sous le royaume uni des Pays-Bas, il fut membre des États provinciaux du Hainaut de 1824 à 1825.